# Toyota Sports 800
Der Toyota Sports 800 war Toyotas erster in Serie gefertigter Sportwagen. 

## Geschichte
Der Prototyp, Toyota Publica Sports genannt, wurde 1962 erstmals auf der Tokyo Auto Show gezeigt. Zum Einstieg hatte er ein aufschiebbares Dach, als Antrieb war er mit dem 28 bhp (24 kW) starken Motor des Publica 700 ausgestattet. In Japan wird der Sports 800 oft als „Yota-Hachi“ (Kurzform für dt.: Toyota 8) bezeichnet.

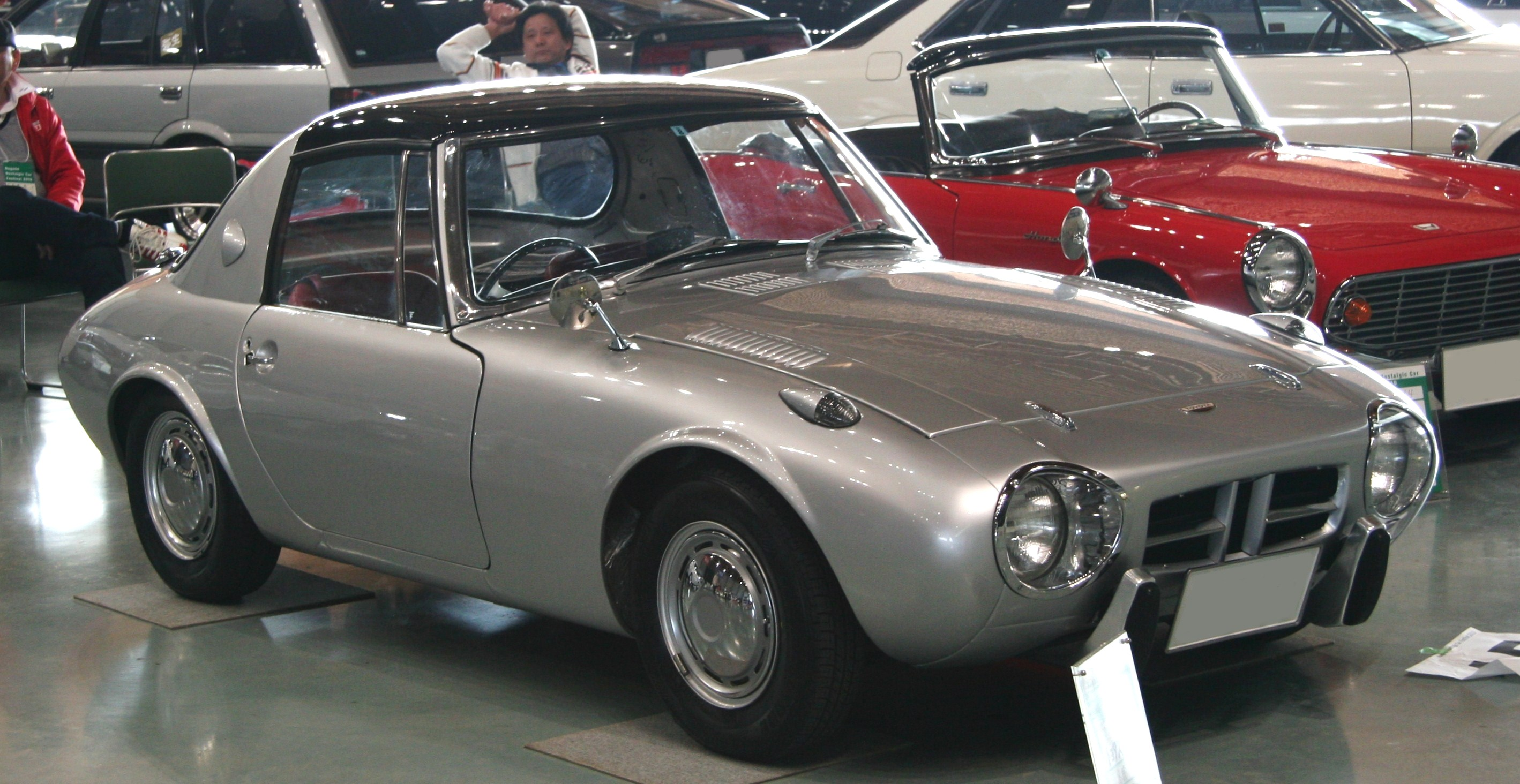
Toyota Sports 800 (1965)

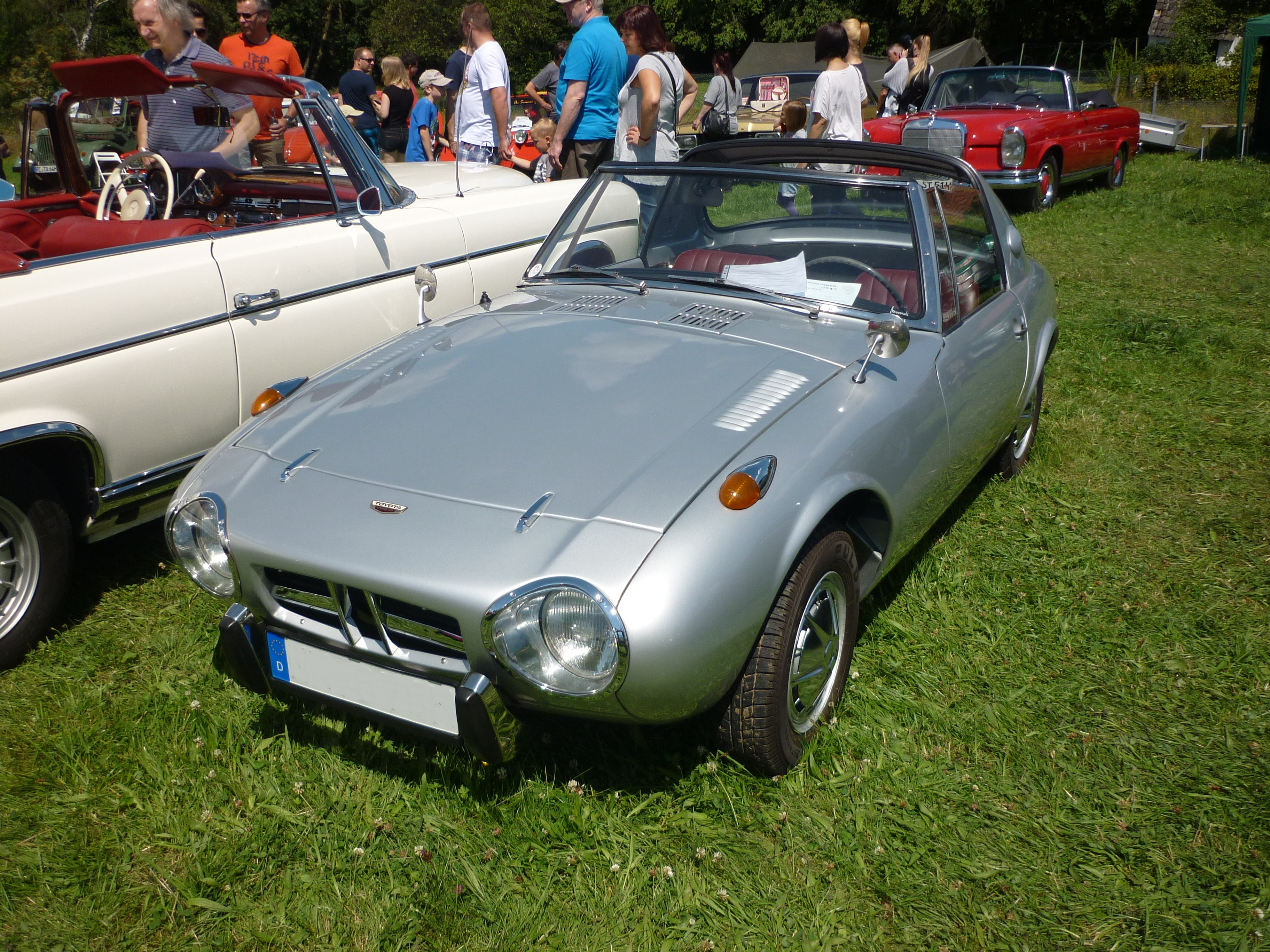
Toyota Sports 800 Left Hand Drive

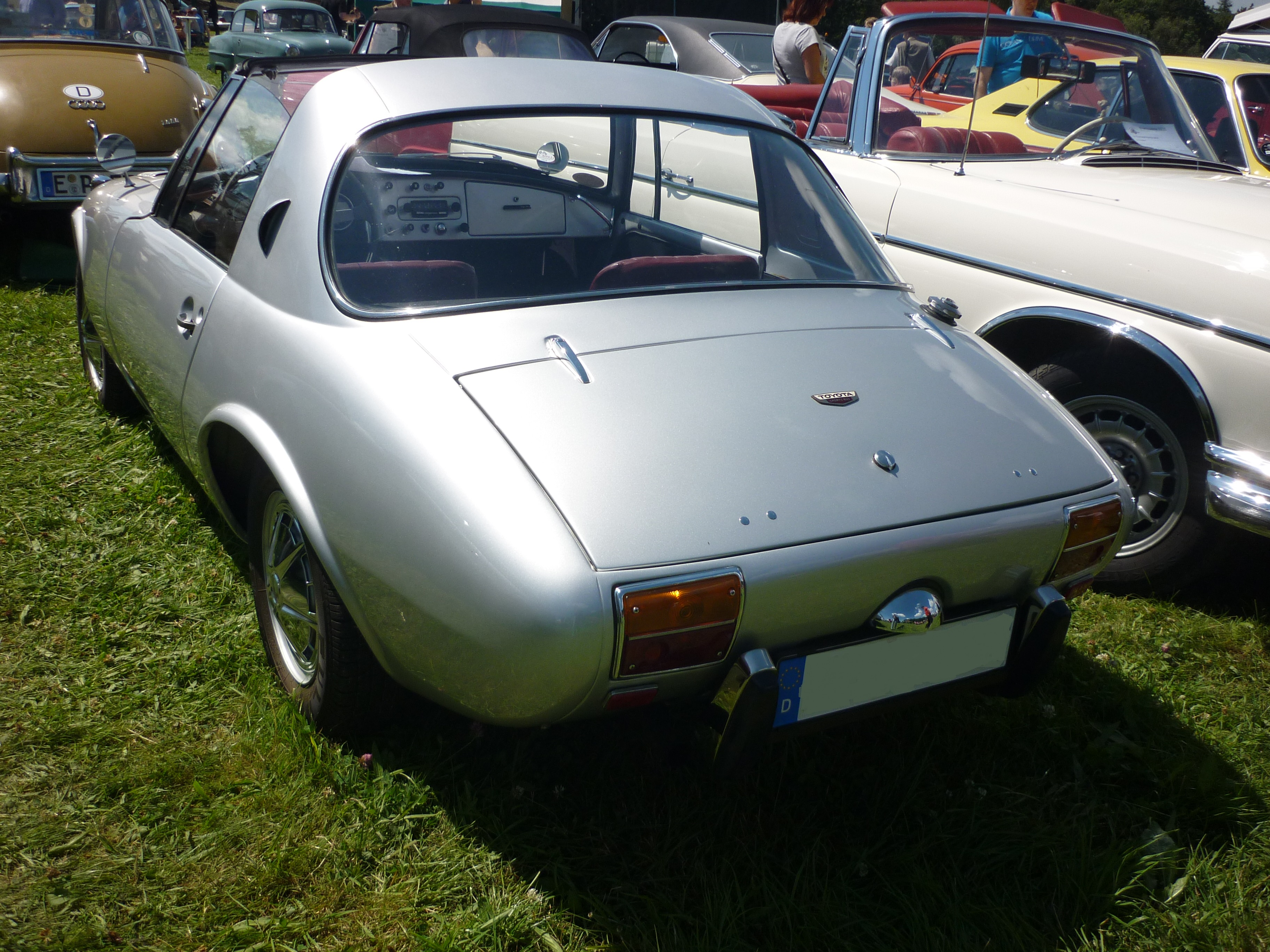
Toyota Sports 800 Heck

1965 startete die Serienproduktion mit der Typbezeichnung UP15 und einem auf 800 cm³ aufgebohrten Zweizylinder-Boxermotor Toyota-U mit zwei Vergasern. Die Leistung stieg auf 45 PS (33 kW) bei 5.400 min−1. Dieser Motor reichte aus, um das nur 580 kg schwere Auto in der Stadt mit einem Verbrauch von 6,3 l/100 km zu bewegen und bis auf 160 km/h zu beschleunigen.
Shozo Sato, ein Designer von Datsun, und der Toyota-Ingenieur Tatsuo Hasegawa zeichneten für das aerodynamische Styling des Fahrzeuges verantwortlich. Hasegawa war im Zweiten Weltkrieg Flugzeugingenieur, und so wurde der Sports 800 ein leichtes und agiles Fahrzeug.
Der Sports 800 war eines der ersten Serienfahrzeuge mit Targadach, noch vor dem Porsche Targa. Das Targadach aus Aluminium konnte im Kofferraum verstaut werden, wenn es nicht benötigt wurde.
Zwischen 1965 und 1969 wurden etwa 3131 Einheiten von den Kanto Auto Works gebaut. Nur ca. 10 % dieser Fahrzeuge haben bis heute überlebt, die meisten davon in Japan.
1235 Wagen wurden 1965 hergestellt, 703 Stück 1966, 538 Exemplare 1967, 440 Sports 800 im Jahre 1968 und 215 Einheiten 1969.
Die weitaus meisten der 3131 Wagen waren rechtsgelenkt, ca. 300 Stück aber hatten Linkslenkung, wurden aber vorwiegend nach Okinawa ausgeliefert, das von den USA besetzt war und daher Rechtsverkehr hatte. 
Über die Jahre ergaben sich Unterschiede bei den Modellen. Dies waren: Ab 1967 war der 1. Gang synchronisiert, 1968 wurden Kühlergrill und Stoßfänger geändert und 1969 gab es seitliche Positionsleuchten.  Das Styling der Karosserie blieb aber unverändert.
Ein Zweizylinder-Boxermotor mit 790 cm³ Hubraum trieb den Wagen an. Der Toyota-2U-Motor leistete 45 bhp (33 kW) bei 5400 min−1 und wurde von 1965 bis 1969 gefertigt, sein gleichartiger Nachfolger 2U-B von 1966 bis 1976. Das Handbuch des 1975 hergestellten Buses Dyna Coaster zeigt, dass Toyota den 2U-B-Motor als Hilfsmotor für die Klimaanlage einsetzte. Der 2U-Motor wurde auch im Publica UP20 / UP26 und im MiniAce UP100 eingebaut.
Das Gewicht des Wagens wurde durch den Einsatz von Aluminiumblechen und dünnen Stahlblechen in der selbsttragenden Karosserie niedrig gehalten. In den ersten Produktionsjahren waren sogar die Sitzgestelle aus Aluminium. Das Leergewicht lag bei 580 kg.

## Sports 800 mit Gasturbine

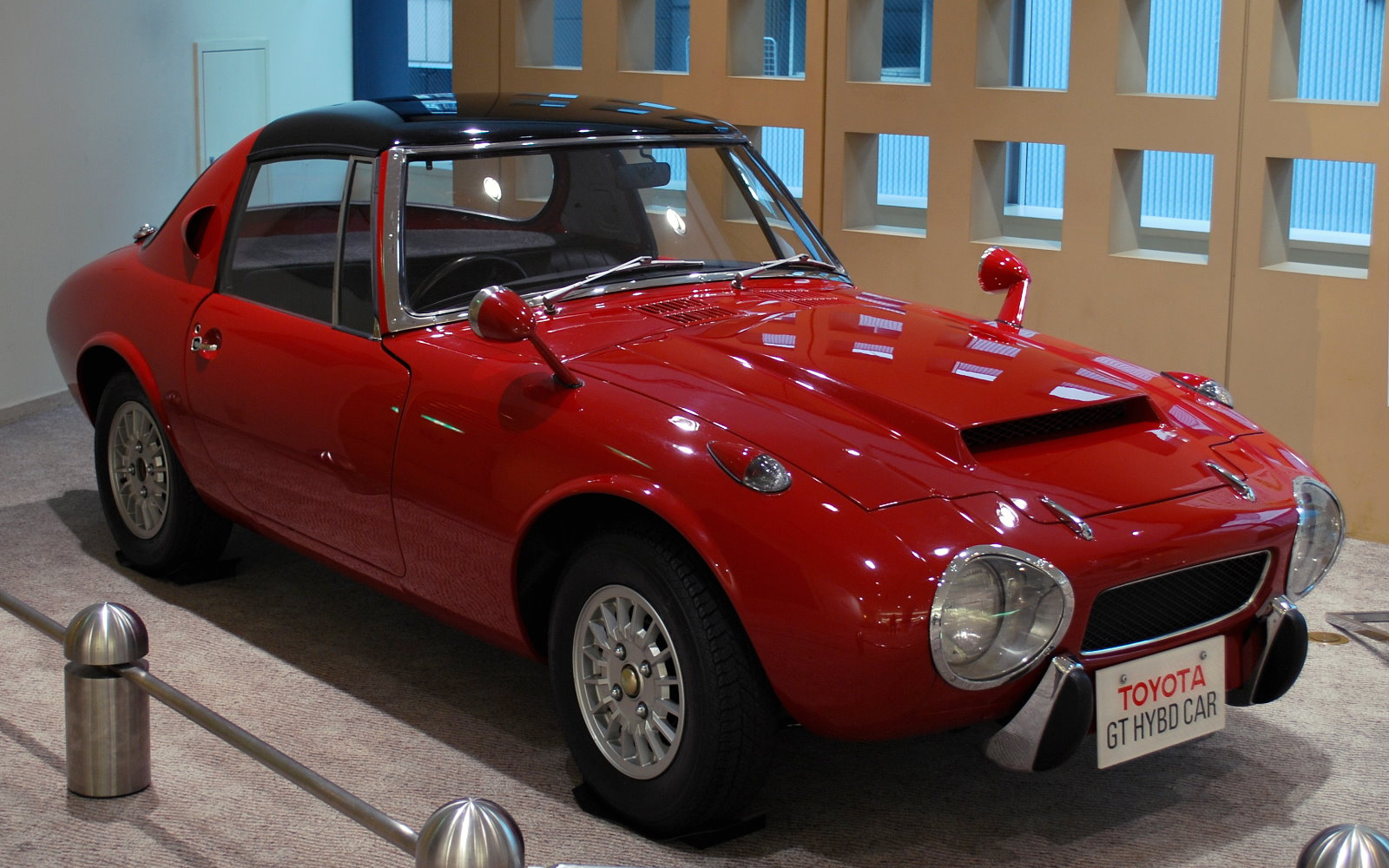
Toyota Sports 800 Gasturbine Hybrid (1977)

Toyota stellte für die Tokyo Motor Show 1977 ein Einzelstück eines Toyota Sports 800 GT her. GT steht dabei für Gas Turbine und nicht für Grand Touring. Die 22 kW-Gasturbine trieb einen Generator an, der seinerseits einen Elektromotor zum Antrieb des Fahrzeuges über ein Zweiganggetriebe speiste.

## Bibliografie
- Toyota 2000GT Sports 800, Neko Publishing Co., Ltd.
- Toyota Publica & Sports 800, Miki Press.
- Toyota Sports 800 Production Figure Documents from Toyota Motor Corporation, Global External Affairs Division.
- 1968 Toyota Motor Sales, USA Press Release.
- 1975 Toyota Dyna Coaster Bus Manual.